# Basoides mucronatus
Basoides mucronatus is een hooiwagen uit de familie Podoctidae. De wetenschappelijke naam van Basoides mucronatus gaat terug op Roewer.